# Engomados
Son elementos de alta seguridad que se adhieren a las ventanas de los vehículos para permitir la identificación del mismo, funcionan de manera similar a los stickers, solo que el pegamento está puesto sobre la imagen y no detrás de ella.

## Características y elementos
Las características de los engomados en los estados Mexicanos están regidos bajo la Norma oficial mexicana NOM-001-SCT-2-2000.
Generalmente está compuesta por una imagen de fondo, la nomenclatura o placa, código de barras y medidas de seguridad.

## Medidas de seguridad
- Papel de alta seguridad, reflejante y con burbujas de aluminio.
- Imagen invisible, reactiva a luz negra.
- Código de barras.

## Radiofrecuencia
Se han hecho intentos de colocar chips de radiofrecuencia o trasnponders pero el éxito ha sido limitado contra su elevado costo.